# Бротња
Бротња је насељено мјесто у општини Грачац, југоисточна Лика, Република Хрватска.

## Географија
Бротња је удаљена око 47 км сјевероисточно од Грачаца.

## Историја
Бротња је до избијања Другог светског рата била село с хрватском етничком већином. Недуго након успоставе НДХ, у лето 1941, одређени је број сељака из Бротње приступио Усташком покрету и учествовао у покољима над локалним српским становништвом, попут онога у Суваји почетком јула исте године, када је побијено око 300 српских цивила. У осветничком походу српских устаника крајем јула 1941. Бротња је спаљена, а 37 Хрвата (већином цивила) је убијено, док је преостало хрватско становништво избегло. Овај се осветнички поход одвио супротно упутствима КПЈ и локалних устаничких команданата, Ђоке Јованића и Гојка Половине.
Бротња се од распада Југославије до августа 1995. године налазила у Републици Српској Крајини.

## Становништво
Бротња се до пописа становништва 1971. налазила у саставу општине Срб, а до августа 1995. у саставу општине Доњи Лапац. Према попису становништва из 2011. године, насеље Бротња је имало 47 становника.
| Националност       | 1991. | 1981. | 1971. | 1961. |
| Срби               | 123   | 141   | 229   |       |
| Југословени        | 1     | 27    |       |       |
| Мађари             |       | 1     |       |       |
| остали и непознато | 1     | 1     |       |       |
| Укупно             | 125   | 170   | 229   | '     |

| Демографија | Демографија | Демографија |
| Година      | Становника  | Становника  |
| ----------- | ----------- | ----------- |
| 1961.       | 287         |             |
| 1971.       | 229         |             |
| 1981.       | 170         |             |
| 1991.       | 125         |             |
| 2001.       | 34          |             |
| 2011.       |             | 47          |